# Liste der Museen in Sambia
Die Liste der Museen in Sambia enthält die wichtigsten Museen des Landes in alphabetischer Reihenfolge.
| Name                        | Lage           | Bild | Bemerkung                                        |
| --------------------------- | -------------- | ---- | ------------------------------------------------ |
| Choma Museum                | Choma          |      | Sammlung von Artefakten der Tonga der Südprovinz |
| Copperbelt Museum           | Ndola          |      |                                                  |
| Livingstone-Museum          | Livingstone    |      |                                                  |
| Lusaka National Museum      | Lusaka         |      |                                                  |
| Maramba Cultural Museum     | Livingstone    |      |                                                  |
| Nayuma Museum               | Mongu          |      |                                                  |
| Moto Moto Museum            | Mbala          |      |                                                  |
| Political Museum            | Lusaka         |      |                                                  |
| Railway Museum              | Livingstone    |      |                                                  |
| Victoria Falls Field Museum | Victoria-Fälle |      |                                                  |
| Zintu Community Museum      | Lusaka         |      |                                                  |

## Ausstellung
- Kabwata Cultural Centre, Lusaka